# Christian Thomsen

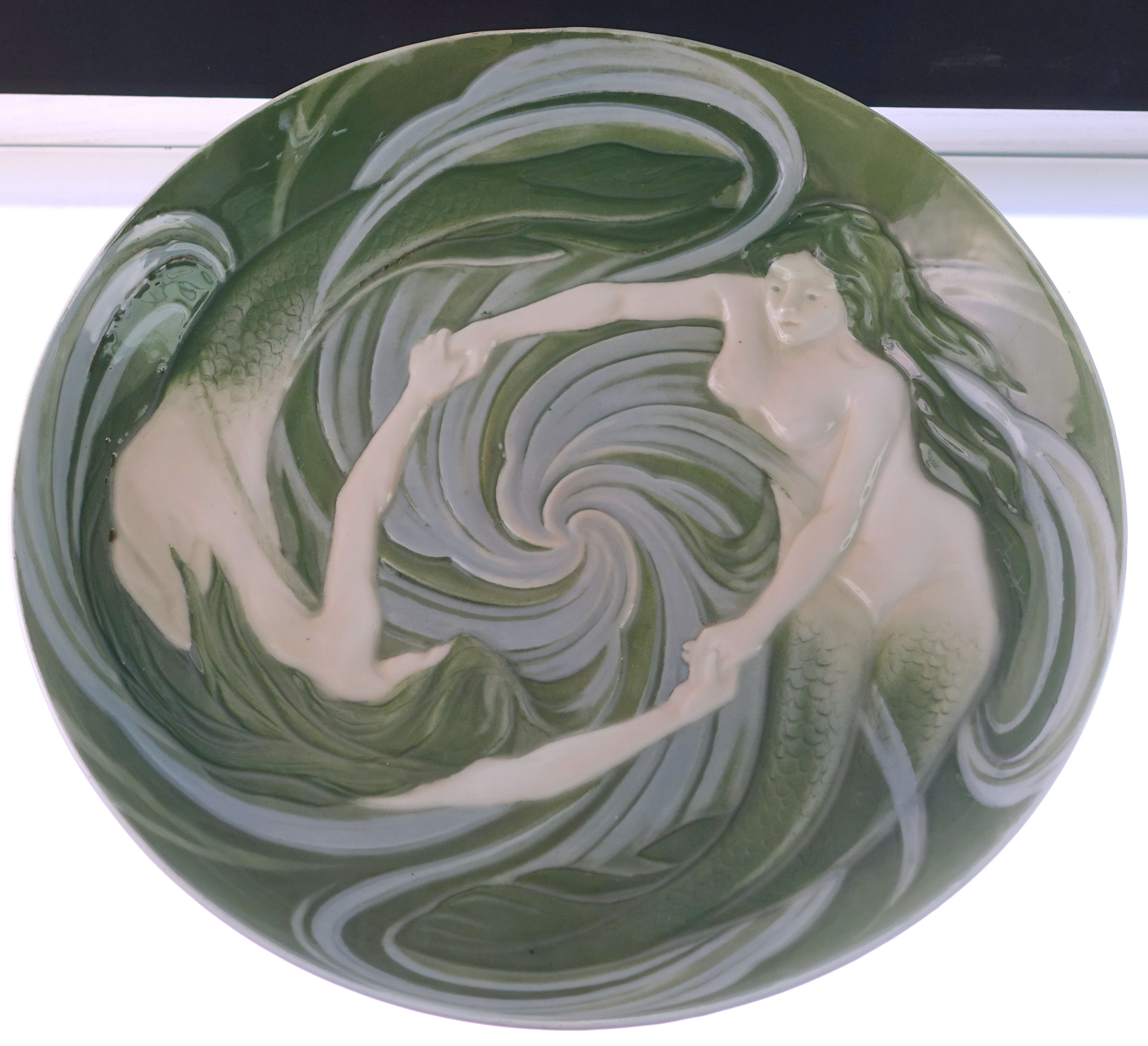
Talerz projekt z 1898

Christian Thomsen (ur. 13 stycznia 1860 w Kolding, zm. 18 maja 1921 w Kopenhadze) – duński rzeźbiarz, tworzący w stylu secesji. 
Oprócz rzeźb tworzył także projekty artystycznej ceramiki i porcelany dla Królewskiej Wytwórni Porcelany w Kopenhadze.